# IC 5106
IC 5106 је елиптична галаксија у сазвјежђу Паун која се налази на листи објеката дубоког неба у Индекс каталогу.
Деклинација објекта је - 70° 50' 5" а ректасцензија 21h 28m 37,9s. Привидна величина (магнитуда) објекта IC 5106 износи 12,8 а фотографска магнитуда 13,8. IC 5106 је још познат и под ознакама ESO 75-9, PGC 66824.